# Rehua
Rehua ist in der Mythologie der Māori Neuseelands einer der großen Götter, der Sternengott. Er lebt im Himmel beim Götterpaar der Weltenschöpfung Rangi und Papa – dem Himmelvater und der Erdgöttin – und ist deren direkter Sohn.
Rehua ist zudem Vater von Kaitangata und auch Vorfahr des legendären Halbgotts Māui.
Entsprechend einer Legende des Ngāi-Tahu-Stamms auf der Südinsel Neuseelands ist Rehua der älteste Sohn von Rangi und Papa, der zunächst nur als Licht existierte, aber später menschliche Gestalt annahm, bevor er in den Himmel aufstieg. Dort wurde er von seinem Bruder Tāne besucht. Rehua hatte Vögel in seinem Haar. Rehua und seine Diener bereiteten Vögel als Mahl zu für Tāne, was diesen erschreckte, denn die Vögel hatten Läuse von Rehuas Kopf gegessen, was sie tapu, also heilig machte. Rehua schenkte Tāne einige Vögel und auch Bäume, von deren Früchte sich die Vögel ernährten, und Tāne, der Gott der Wälder und Vögel brachte diese Vögel und Bäume von seiner Reise mit. Seither gibt es Wälder und Vögel auf der Erde.
Rehua ist am Himmel ein sehr heller Stern. Für den Tūhoe-Stamm der Māori im Osten der Nordinsel Neuseelands ist Rehua der Stern  Antares. Andere sehen ihn in Beteigeuze oder Sirius. Weil er so weit oben im Himmel lebt, bleibt Rehua vom Tod unberührt, hat die Macht, Blinde wieder sehen zu lassen, Tote wiederzuerwecken und Krankheiten zu heilen.